# Kiss Jenő (építészmérnök)
Kiss Jenő (Kiskunfélegyháza, 1933. július 11. –) magyar építészmérnök.

## Élete
Kiss Jenő 1933. július 11-én született Kiss Jenő és Pázsit Mária gyermekeként.
Egyetemi tanulmányait a Budapesti Műszaki és Gazdaságtudományi Egyetemen végezte 1951–1956 között.
1956–1971 között vegyipari építési munkák szervezésével, irányításával foglalkozott. 1971–1977 valamint 1991–1999 között a Vegyépszer Rt. építési igazgatója volt. 1977–1979 között a Vízépítőipari Tröszt műszaki vezérigazgató-helyettese volt. 2000 óta nyugdíjas vállalkozó.
Az MTA Építészettudományi Bizottságának tagja. Ipari építészettel, mélyépítéssel és vízi létesítmények kivitelezésével foglalkozik, irányította a magyarországi víz- és szennyvíztisztító telepek építését, a dunakiliti vízlépcső építését, majd a Ferihegyi repülőtér 2/b terminálja és a Lurdy Ház építését.

## Magánélete
1957-ben feleségül vette Kárpáti Máriát. Egy lányuk született Rita Mária (1967).

## Díjai
- A műszaki tudományok kandidátusa (1984)
- Lechner Ödön-díj

## Külső hivatkozások
- A Lurdy-ház alaplemezének betontechnológiája és minőségellenőrzése
- BME Építéskivitelezési Tanszék oktatói és munkatársai